# Konstantin Jovanović
Pour les articles homonymes, voir Jovanović.
Konstantin Jovanović  (en serbe cyrillique : Константин Јовановић ; en bulgare : Константин Йованович ; né le 13 janvier 1849 à Vienne - mort le 15 février 1923 à Zurich) était un architecte serbe.
Il est notamment connu pour ses plans originaux de l'Assemblée nationale de Bulgarie et de l'Assemblée nationale de Serbie.

## Biographie

### Débuts
Jovanović naît à Vienne, la capitale de l'empire d'Autriche. Son père, Anastas Jovanović, est un lithographe et un photographe originaire de Vratsa, dans l'actuelle Bulgarie, qui a également été surintendant de la cour royale de Serbie à l'époque du prince Michel III Obrenović.
Konstantin Jovanović termine ses études classiques à Vienne puis étudie à l'École polytechnique fédérale de Zurich, en  Suisse, dont il sort diplômé en 1870 avec une mention honorifique,. Il visite ensuite l'Italie, où il étudie tout particulièrement l'art de la Renaissance.

### Architecture

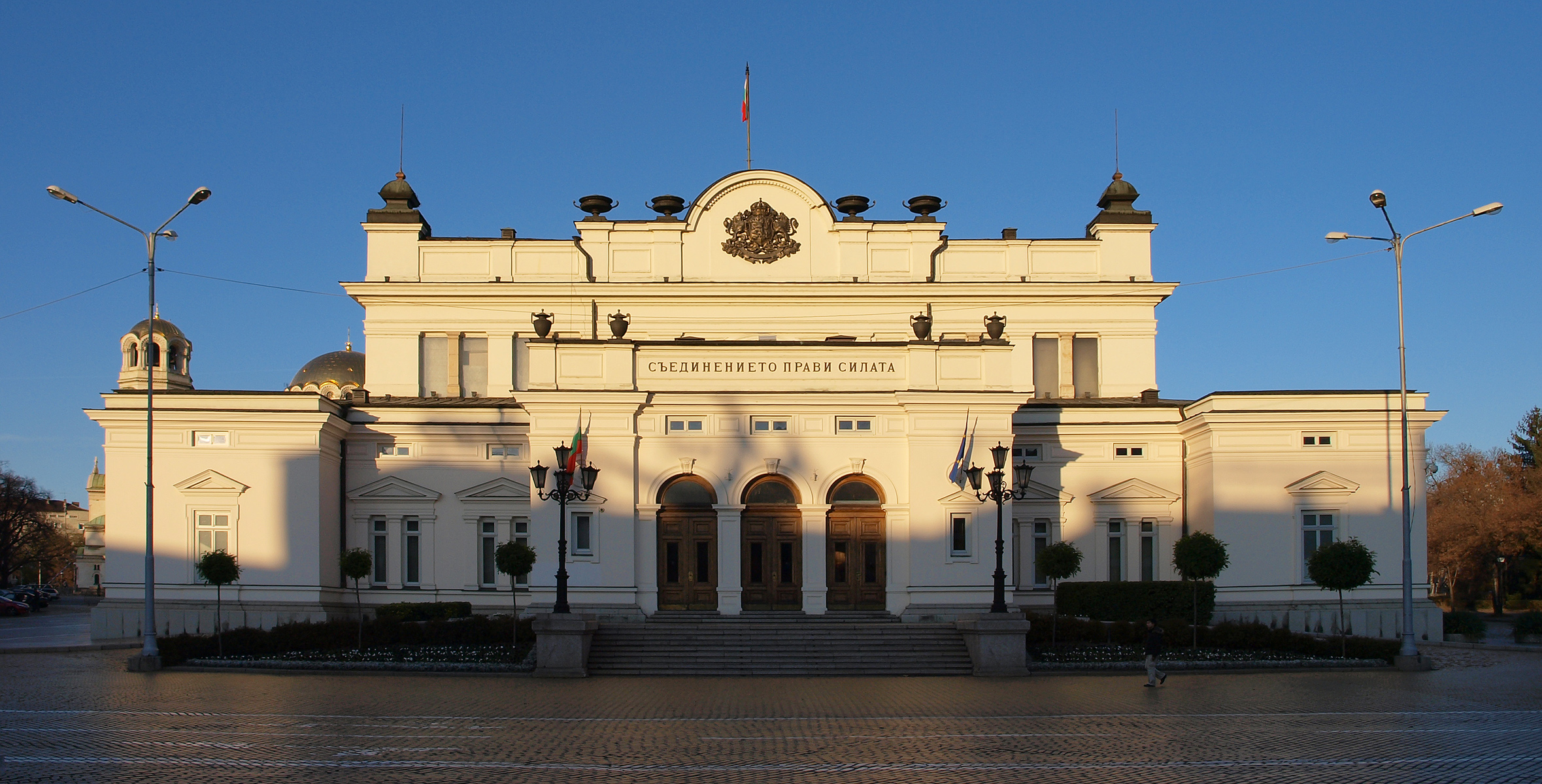
Le Bâtiment de l'Assemblée nationale de Bulgarie

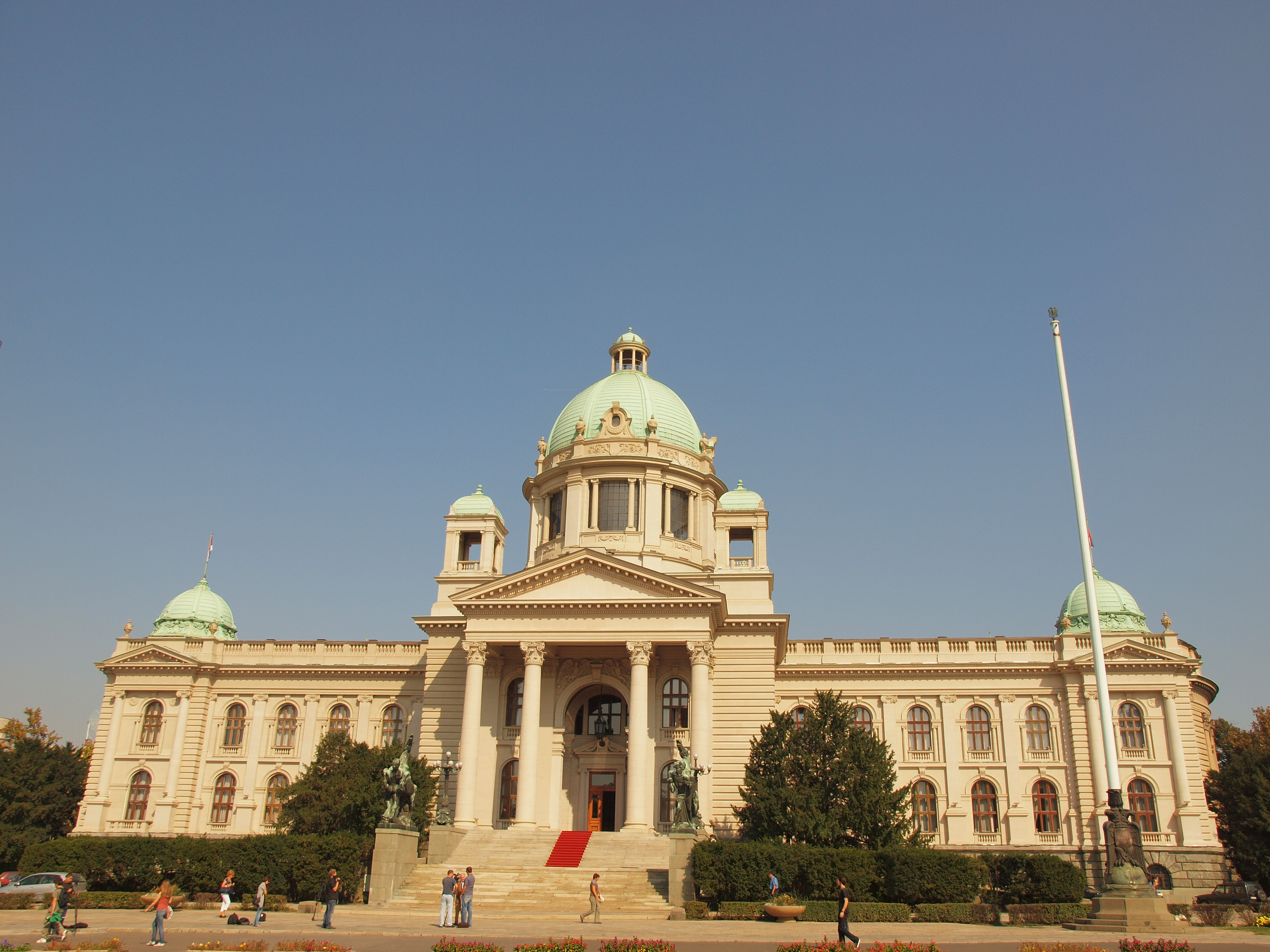
Le Bâtiment de l'Assemblée nationale de Serbie

Jovanović commence sa carrière d'architecte à Vienne mais se montre particulièrement actif dans le royaume de Serbie et dans la principauté de Bulgarie. À l'époque, son style est inspiré par celui de l'architecte allemand Gottfried Semper (1803–1879), qui a été son maître à Zurich.
Jovanović s'installe à Sofia en 1880 ou 1881 à l'invitation du ministre bulgare de l'Éducation Konstantin Josef Jireček et reste en Bulgarie pendant plusieurs années. Il dessine alors les plans du premier lycée de garçons de la ville, le premier bâtiment de l'université de Sofia et le bâtiment du lycée de Lom. L'architecte crée également le premier dessin de l'Assemblée nationale de Bulgarie dans un style néorenaissance ; la construction du bâtiment commence le 4 juin 1884.
Konstantin Jovanović travaille ensuite en Serbie du milieu des années 1880 jusqu'aux années 1920. Ses premiers projets dans la capitale serbe concernent des hôtels particuliers, comme celui de l'avocat Marko Stojanović, qui abrite aujourd'hui la galerie de peinture de l'Académie, et celui de Dragomir Radulović. Il dessine également les plans originaux de la Banque nationale de Serbie, un bâtiment situé dans la rue Kralja Petra, qui constitue l'un des meilleurs exemples de l'architecture néorenaissance dans le pays ; cet édifice est parfois considéré comme l'une des réalisations les plus importantes de l'architecte. Jovanović conçoit le bâtiment de la Fondation Nikola Spasić, rue Knez Mihailova ; le bâtiment, construit en 1889, figure sur la liste des monuments culturels de grande importance de la république de Serbie et sur la liste des biens culturels de la Ville de Belgrade. Il dessine également les plans originaux de l'Assemblée nationale de Serbie en 1891 ;  en 1901, une variante de son projet, conçue par l'architecte Jovan Ilkić, est choisie lors d'un concours pour la construction du bâtiment ; l'édifice est aujourd'hui classé.
À Belgrade, Konstantin Jovanović réalise aussi des œuvres plus discrètes, comme le dessin du piédestal de bronze du monument du prince Michel,, en 1882, ou, en 1910, un modeste mémorial en l'honneur de Vasa Čarapić.

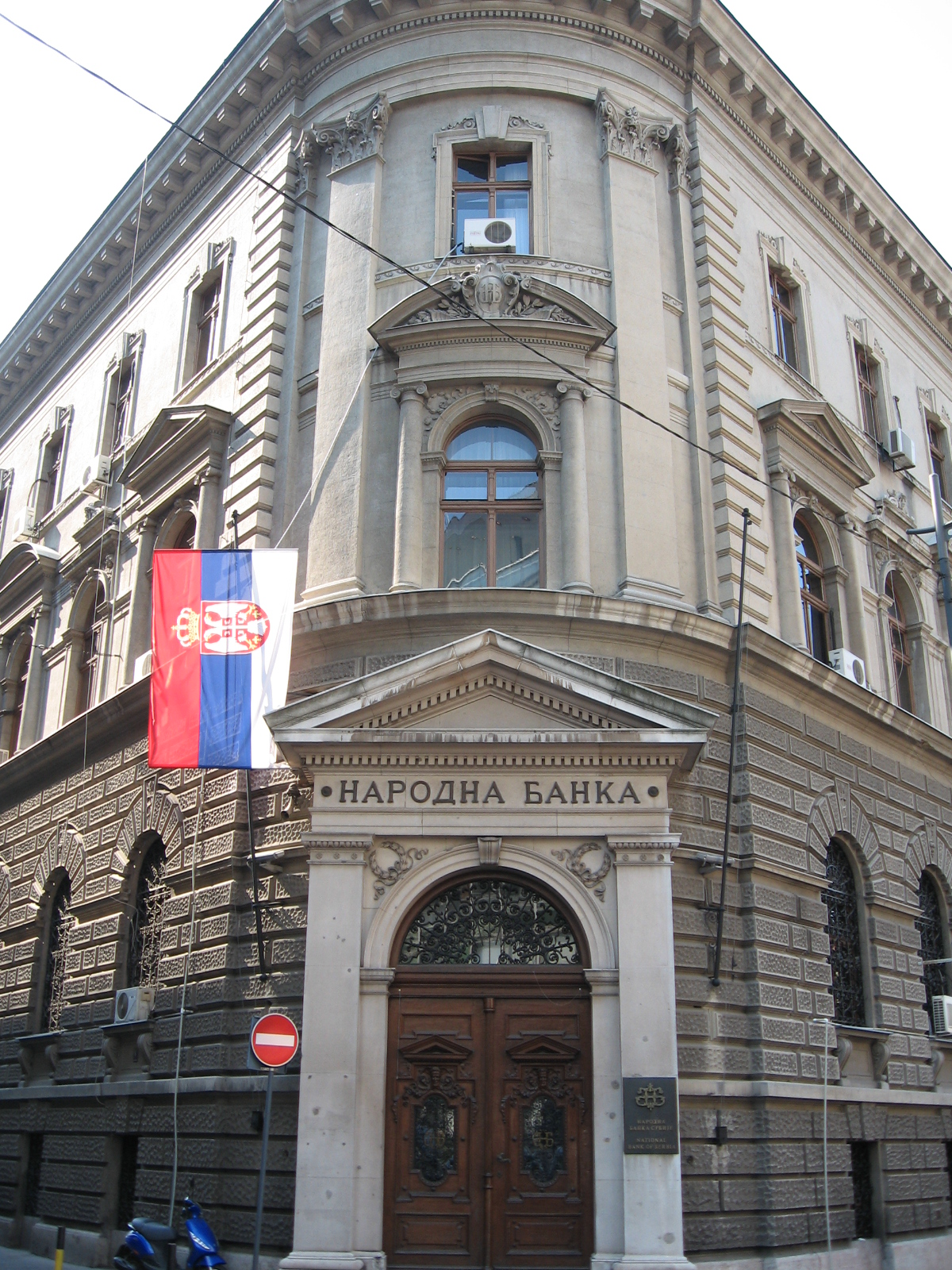
La Banque nationale de Serbie, rue Kralja Petra à Belgrade
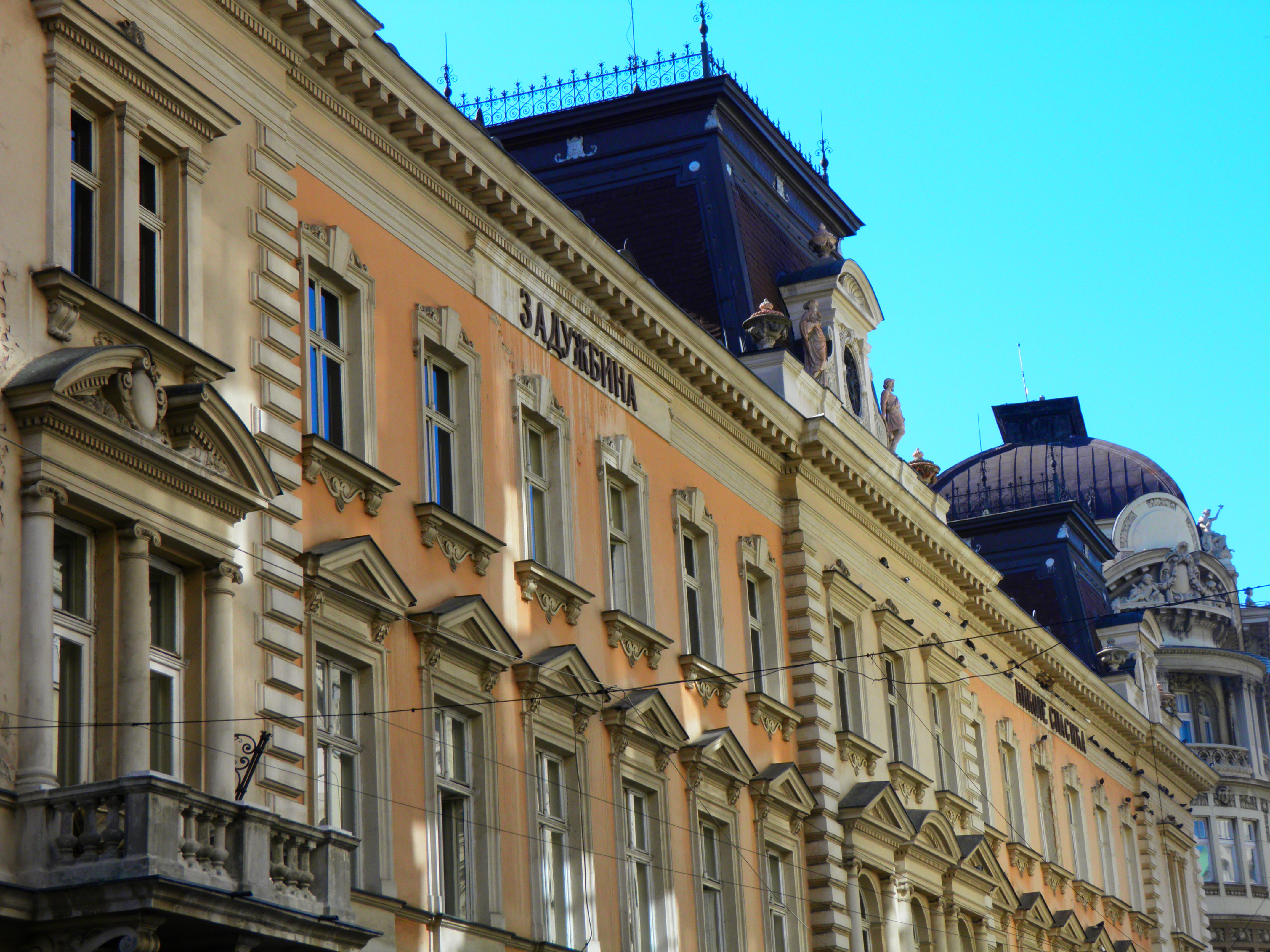
La Fondation Nikola Spasić, rue Knez Mihailova à Belgrade
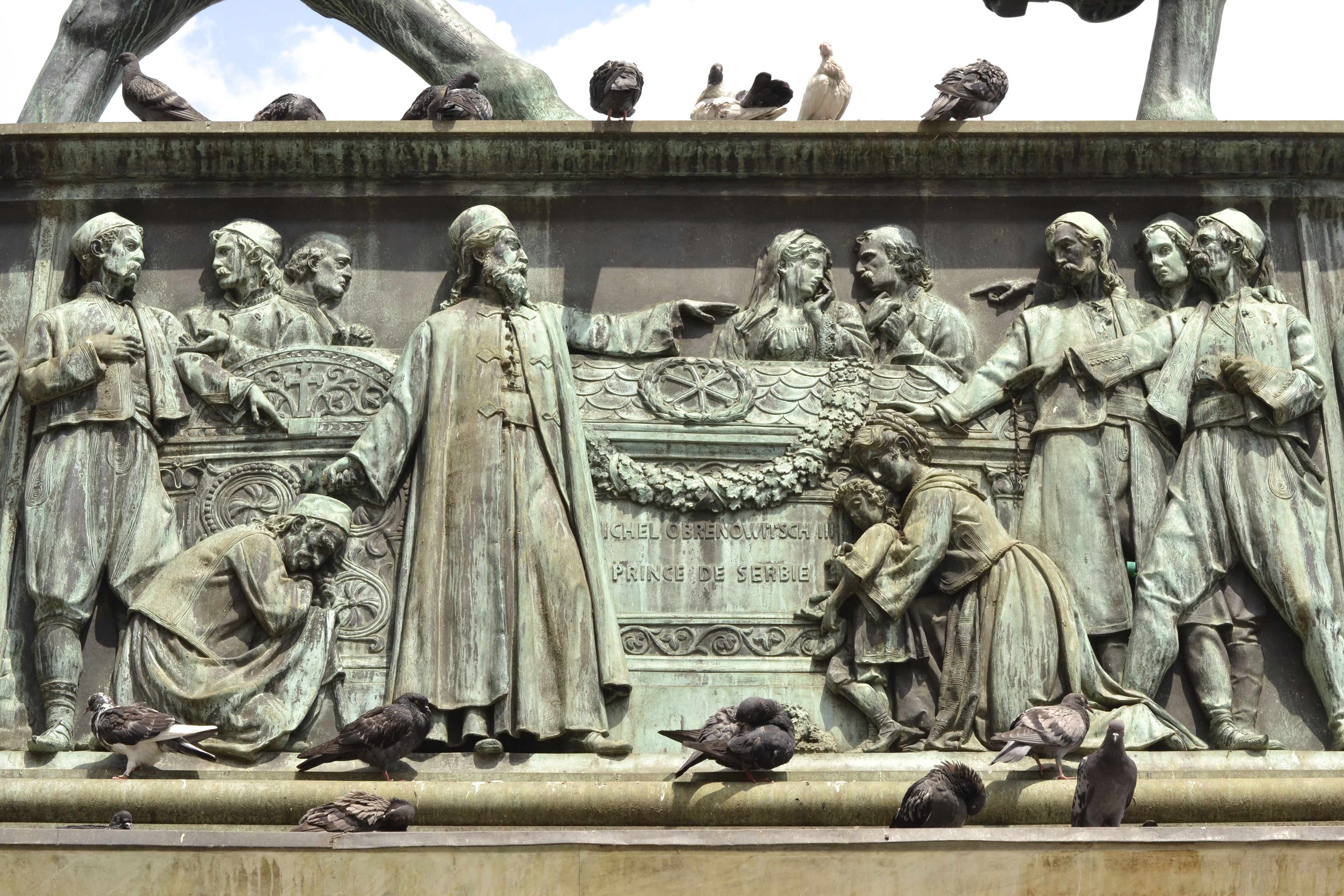
Détail du piédestal du Monument du prince Michel, Trg republike, Belgrade

Il est mort à Zurich en 1923.

## Autres activités
En plus d'être un architecte, Konstantin Jovanović est aussi un artiste, un théoricien de l'architecture, un photographe et un écrivain.